# Baradero
Baradero – miasto w Argentynie, położone w północno-wschodniej części prowincji Buenos Aires.

## Opis
Miejscowość została założona 25 lipca 1615 roku.

## Miasta partnerskie
- Châtel-Saint-Denis –  (Szwajcaria)